# Magomed-Sjapi Soelejmanov
Magomed-Sjapi Kamiljevitsj Soelejmanov (Russisch: Магомед-Шапи Камильевич Сулейманов; Machatsjkala, 16 december 1999) is een Russisch voetballer die doorgaans speelt als vleugelspeler. In februari 2025 verruilde hij Aris Saloniki voor Sporting Kansas City.

## Clubcarrière
Soelejmanov speelde in de jeugd van RSDYuShOR-2 en stapte in 2013 over naar de opleiding van FK Krasnodar. Op 16 juli 2017 maakte de vleugelspeler zijn debuut in het eerste elftal, toen gespeeld werd tegen Roebin Kazan. Soelejmanov mocht van coach Igor Sjalimov in de blessuretijd invallen voor Ricardo Laborde, die twee doelpunten had gemaakt in het duel. Door die twee treffers en een tegendoelpunt van Maxime Lestienne won Krasnodar het uitduel met 1–2. Op 27 juli 2017 kwam de Rus voor het eerst tot scoren. In de voorrondes van de UEFA Europa League werd thuis gespeeld tegen Lyngby BK, dat door een doelpunt van Jeppe Kjær op voorsprong kwam. Viktor Claesson maakte na rust gelijk en in de blessuretijd van de tweede helft tekende Soelejmanov, die negen minuten voor tijd inviel voor Roman Sjisjkin, voor de beslissende 2–1.
In de zomer van 2021 werd Soelejmanov voor een jaar verhuurd aan Giresunspor. Het seizoen erop vertrok hij opnieuw op huurbasis, nu naar Hapoel Beër Sjeva. In september 2023 werd Soelejmanov opnieuw verhuurd, ditmaal aan Aris Saloniki. Hij speelde eenendertig competitiewedstrijden voor de Griekse club, waarin hij vijfmaal tot scoren kwam. Na het seizoen 2023/24 werd Soelejmanov voor circa een miljoen euro overgenomen door Aris en hij tekende een contract voor twee jaar. Een half seizoen later vertrok hij weer bij Aris, toen Sporting Kansas City hem voor zo'n tweeënhalf miljoen overnam.

## Clubstatistieken
| Seizoen | Club                 | Competitie          | Competitie | Competitie | Beker | Beker | Internationaal | Internationaal | Totaal | Totaal |
| Seizoen | Club                 | Competitie          | Wed.       | Dlp.       | Wed.  | Dlp.  | Wed.           | Dlp.           | Wed.   | Dlp.   |
| ------- | -------------------- | ------------------- | ---------- | ---------- | ----- | ----- | -------------- | -------------- | ------ | ------ |
| 2017/18 | FK Krasnodar         | Premjer-Liga        | 4          | 0          | 0     | 0     | 3              | 1              | 7      | 1      |
| 2018/19 | FK Krasnodar         | Premjer-Liga        | 20         | 8          | 3     | 0     | 8              | 3              | 31     | 11     |
| 2019/20 | FK Krasnodar         | Premjer-Liga        | 27         | 4          | 1     | 0     | 10             | 2              | 38     | 6      |
| 2020/21 | FK Krasnodar         | Premjer-Liga        | 27         | 4          | 1     | 0     | 10             | 1              | 38     | 5      |
| 2021/22 | FK Krasnodar         | Premjer-Liga        | 4          | 0          | 0     | 0     | —              | —              | 4      | 0      |
| 2021/22 | → Giresunspor        | Süper Lig           | 31         | 3          | 1     | 0     | —              | —              | 32     | 3      |
| 2022/23 | FK Krasnodar         | Premjer-Liga        | 4          | 0          | 0     | 0     | —              | —              | 4      | 0      |
| 2022/23 | → Hapoel Beër Sjeva  | Ligat Ha'Al         | 29         | 5          | 2     | 0     | 5              | 0              | 36     | 5      |
| 2023/24 | FK Krasnodar         | Premjer-Liga        | 1          | 0          | 1     | 0     | —              | —              | 2      | 0      |
| 2023/24 | → Aris Saloniki      | Super League        | 31         | 5          | 6     | 1     | —              | —              | 37     | 6      |
| 2024/25 | Aris Saloniki        | Super League        | 12         | 1          | 2     | 0     | —              | —              | 14     | 1      |
| 2025    | Sporting Kansas City | Major League Soccer | 0          | 0          | 0     | 0     | —              | —              | 0      | 0      |
| Totaal  | Totaal               | Totaal              | 190        | 30         | 17    | 1     | 36             | 7              | 243    | 38     |

Bijgewerkt op 11 februari 2025.